# Eisenmenger-Komplex
Als Eisenmenger-Komplex wird ein seltener angeborener Herzfehler bezeichnet. Er stellt eine Sonderform des Eisenmenger-Syndroms mit hochsitzendem Ventrikelseptumdefekt und darüber reitender Aorta dar. Ansonsten entspricht das klinische Bild dem des Eisenmenger-Syndroms mit Rechts-links-Shunt, Luftnot mit Zyanose bei pulmonaler Hypertonie mit Rechtsherzhypertrophie. (Von der Fallot-Tetralogie unterscheidet sich der Eisenmenger-Komplex durch das Fehlen der mangelhaften Blutversorgung der Lunge durch Stenosierung der Pulmonalklappe oder des Pulmonalinfundibulums). Der Eisenmenger-Komplex ist nach dem österreichischen Mediziner Victor Eisenmenger benannt.